# Spende
Eine Spende ist eine freiwillige Zuwendung für einen religiösen, wissenschaftlichen, gemeinnützigen, mildtätigen, kulturellen, wirtschaftlichen oder politischen Zweck. Spendenempfänger können entweder natürliche oder juristische Personen, wie Vereine, Stiftungen, politische Parteien, Hilfsorganisationen oder Religionsgemeinschaften, sein. Spenden können in Geld oder Sachleistungen bestehen oder in einem Verzicht auf Arbeitsentgelt für geleistete Arbeit (Zeitspende).

## Deutschland

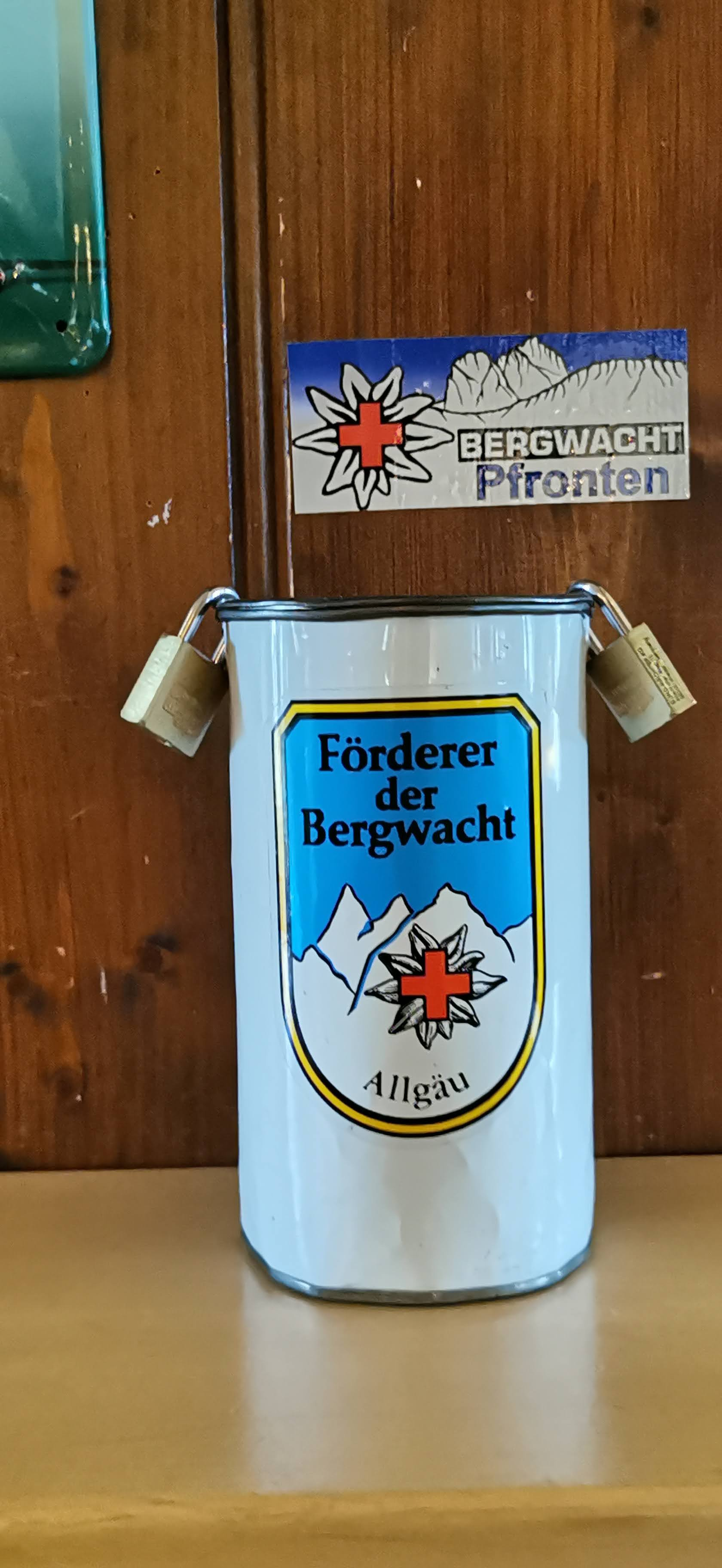
Spendendose der Bergwacht Bayern

Spenden können Sonderausgaben im Sinne des Einkommensteuerrechts sein, wenn bestimmte Voraussetzungen erfüllt sind.
In Deutschland werden etwa drei bis sechs Milliarden Euro pro Jahr an rund 600.000 gemeinnützige Vereine und 15.000 Stiftungen gespendet. Das exakte Spendenaufkommen in Deutschland ist nicht bekannt. Folgende Studien erheben regelmäßig das Spendenverhalten der Deutschen:
- Studie „Bilanz des Helfens“ der Gesellschaft für Konsumforschung: ermittelte Spendenhöhe von 4,7 Milliarden Euro für das Jahr 2013.[3]
- „Deutscher Spendenmonitor 2024“[4] ermittelte eine Spendenhöhe von sechs Milliarden Euro für 2024 (private Spenden, ausgenommen Großspenden über 1500 Euro).[5]
- Statistisches Bundesamt: steuerlich geltend gemachte Spenden in Höhe von 6,1 Milliarden Euro für 2009.[6]

Das Spendenaufkommen deutscher Privatpersonen entfällt zum weitaus größten Teil auf Humanitäre Hilfe (2013: 79 %). Auf sonstige Zwecke, Kultur- und Denkmalpflege, Tierschutz und Umweltschutz entfallen jeweils weniger als 10 %.
Nach einer Studie des Wissenschaftszentrums Berlin für Sozialforschung (WZB) spenden deutsche Bürger, die in Vereinen oder Verbänden engagiert sind, häufiger und mehr als andere. Dies stellt die zum Teil verbreitete Sichtweise in Frage, nach der Spenden als „Ersatz“ für fehlendes persönliches Ehrenamt wahrgenommen werden. Die Studie belegt, dass Personen mit einem höheren Einkommen deutlich häufiger als der Durchschnittsbürger spenden. Der Anteil der Spendensumme an ihrem Jahresnettoeinkommen liegt aber beträchtlich unter dem Durchschnitt.
Von den Finanzämtern als gemeinnützig anerkannte Organisationen (Zuwendungsempfänger) werden seit Januar 2024 vom Bundeszentralamt für Steuern im sog. Zuwendungsempfängerregister veröffentlicht.

### Die größten Spendenorganisationen
Das Deutsche Zentralinstitut für soziale Fragen (DZI) stellt Informationen über 227 Organisationen zur Verfügung, die das Spendensiegel tragen.
Die 20 größten Spendenorganisationen in Deutschland sind nach Erhebungen des DZI (2020) in Bezug auf das Geldspendenaufkommen die folgenden:
| Rang | Spendenorganisation                    | Hauptsitz      | Spendeneinnahmen |
| ---- | -------------------------------------- | -------------- | ---------------- |
| 1    | Ärzte ohne Grenzen                     | Berlin         | 140.000.000,00 € |
| 2    | Plan International Deutschland         | Hamburg        | 138.400.000,00 € |
| 3    | UNICEF                                 | Köln           | 101.200.000,00 € |
| 4    | SOS-Kinderdörfer/Hermann-Gmeiner-Fonds | München        | 96.300.000,00 €  |
| 5    | SOS-Kinderdorf                         | München        | 88.200.000,00 €  |
| 6    | World Vision Deutschland               | Friedrichsdorf | 70.100.000,00 €  |
| 7    | Brot für die Welt                      | Stuttgart      | 63.900.000,00 €  |
| 8    | Kindermissionswerk „Die Sternsinger“   | Aachen         | 59.400.000,00 €  |
| 9    | Christoffel Blindenmission             | Bensheim       | 57.900.000,00 €  |
| 10   | MISEREOR                               | Aachen         | 48.000.000,00 €  |
| 11   | Deutsche Welthungerhilfe               | Bonn           | 47.700.000,00 €  |
| 12   | Kindernothilfe                         | Duisburg       | 47.500.000,00 €  |
| 13   | Adveniat                               | Essen          | 40.600.000,00 €  |
| 14   | Aktion Deutschland Hilft               | Bonn           | 36.000.000,00 €  |
| 15   | Deutscher Caritasverband               | Aachen         | 34.000.000,00 €  |
| 16   | UNO-Flüchtlingshilfe                   | Bonn           | 27.700.000,00 €  |
| 17   | Deutsches Rotes Kreuz                  | Berlin         | 26.900.000,00 €  |
| 18   | missio                                 | Aachen         | 25.600.000,00 €  |
| 19   | Save the Children                      | Berlin         | 25.600.000,00 €  |
| 20   | Johanniter-Unfall-Hilfe                | Berlin         | 24.500.000,00 €  |

### Prüfung der Verwendung
Die Finanzämter prüfen die ordnungsgemäße Verwendung der Spenden stichprobenartig. Darüber hinaus wird die Verwendung der Spenden bei der Vergabe freiwilliger Spendensiegel geprüft.

### Zivilrecht
Der Begriff Spende ist dem Zivilrecht unbekannt. Bürgerlich-rechtlich ist die Spende eine Schenkung, deren Merkmale des § 516 Abs. 1 BGB von der Spende erfüllt werden. Es handelt sich um eine Zuwendung, durch die jemand aus seinem Vermögen einen anderen bereichert, wenn beide Teile darüber einig sind, dass die Zuwendung ohne Gegenleistung erfolgt. Ein Spendenvertrag ist nach § 518 BGB nur rechtswirksam, wenn das Versprechen der Schenkung notariell beurkundet wird (§ 518 BGB Abs. 1 BGB) oder das Versprochene übereignet wurde (§ 518 BGB Abs. 2; siehe Schenkungsvertrag). Ist die Spende mit einer Zweckbindung verbunden, handelt es sich um eine so genannte Auflagenschenkung nach § 525 BGB, bei der der Schenker die Erfüllung seiner Auflage verlangen kann. Verwendet der Empfänger die erhaltene Spende nicht vereinbarungsgemäß, kann der Spender seine finanzielle Zuwendung zurückfordern. Die Auflagenschenkung liegt nicht vor bei anonymen Spendenaktionen wie etwa mit der Spendendose. Dann handelt es sich um eine bloße Zweckschenkung im Sinne des § 812 Abs. 1 Satz 2 (2. Fall) BGB, die bei zweckfremder Verwendung rückzahlbar ist. Das Spendenrecht des BGB wird häufig durch das öffentliche Recht der Straßensammlung überlagert.

### Steuerrecht
Spenden für steuerbegünstigte Zwecke (u. a. an gemeinnützige Organisationen), politische Parteien oder unabhängige Wählervereinigungen sind in Deutschland steuerlich abzugsfähig, werden aber je verschieden behandelt. Die Spende kann von Privatpersonen bei der Einkommensteuererklärung als Sonderausgabe innerhalb bestimmter Grenzen steuermindernd geltend gemacht werden (vgl. § 10b und § 34g EStG); Körperschaften können die Spende („Unternehmensspenden“) bis zu einer festgesetzten Höchstgrenze vom zu versteuernden Einkommen absetzen (vgl. § 9 Abs. 1 Nr. 2 KStG und § 9 Nr. 5 GewStG) (jedoch nicht Spenden an Parteien).
Die Steuerbegünstigung des Vereins, der Stiftung oder der gemeinnützigen GmbH bzw. Unternehmergesellschaft (UG) muss durch einen Bescheid über die Feststellung der satzungsgemäßen Voraussetzungen § 60a AO oder einen Freistellungsbescheid des Finanzamts anerkannt worden sein, das für die spendenempfangende Organisation zuständig ist. Der Spendenabzug ist nach § 50 EStDV zudem davon abhängig, dass dem Spender eine Zuwendungsbestätigung vorliegt. Diese Zuwendungsbestätigung muss nach einem amtlich vorgeschriebenen Vordruck ausgestellt werden. Die aktuellsten Anforderungen an eine solche Bestätigung, sowie die Mustervordrucke, die spätestens seit dem 1. Januar 2014 zu verwenden sind, ergeben sich aus dem BMF-Schreiben vom 7. November 2013.
Bei Spenden in Katastrophenfällen genügt auch der Einzahlungsbeleg und bei Spenden bis zu 300 Euro (bis 2019: 200 Euro) der Einzahlungsbeleg und ein vereinfachter Spendennachweis (§ 50 Abs. 4 EStDV).
Die Übermittlung an den Spender kann dabei unter bestimmten Voraussetzungen auch elektronisch erfolgen.
Es besteht auch die Möglichkeit einer Aufwandsspende, eines Verzichts auf die Auszahlung eines Erstattungsanspruchs, oder einer Sachspende. Der Verzicht ist unter bestimmten Voraussetzungen wie eine Geldspende steuerabzugsfähig.
Mitgliedsbeiträge sind laut § 10b Abs. 1 S. 8 EStG allerdings nicht als Spende abzugsfähig für Organisationen, die den Sport, die Heimatpflege/Heimatkunde oder andere so genannten „Freizeitzwecke“ (Förderung der Tierzucht, Pflanzenzucht, Kleingärtnerei, des traditionellen Brauchtums einschließlich des Karnevals, der Fastnacht und des Faschings, der Soldaten- und Reservistenbetreuung, des Amateurfunks, Modellflugs und Hundesports) zum Zweck haben, oder wenn die Mitglieder für ihren Beitrag konkrete und individuelle Gegenleistungen erhalten (sog. unechte Mitgliedsbeiträge, die ein Leistungsentgelt darstellen). Allerdings sind seit 2009 nach § 10b Abs. 1 Satz 7 EStG Mitgliedsbeiträge an Fördervereine für Kunst und Kultur steuerlich auch dann abzugsfähig, wenn dem Mitglied geldwerte Vorteile (z. B. verbilligter Eintritt) gewährt werden.
Vor dem 1. Januar 2007 war der Spendenabzug davon abhängig, dass ein mildtätiger, kirchlicher, religiöser oder wissenschaftlicher und als besonders förderungswürdig anerkannter gemeinnütziger Zweck verfolgt wurde. Diese Unterscheidung zwischen steuerbegünstigt und spendenbegünstigt, die beinhaltete, dass Zuwendungen an steuerbegünstigte Körperschaften nur dann spendenbegünstigt waren, wenn der Zweck „besonders förderungswürdig“ war, wurde mit Wirkung zum 1. Januar 2007 aufgehoben.

#### Auswirkung und Höhe des Sonderausgabenabzugs
Bei Spenden von Privatpersonen an gemeinnützige Organisationen ist der steuermindernde Effekt abhängig vom persönlichen Steuersatz.
Spenden für steuerbegünstigte Zwecke werden bis zur Höhe von 20 % des Gesamtbetrags der Einkünfte (steuerfreie Einkünfte mit Progressionsvorbehalt nicht mitgerechnet) als Sonderausgaben anerkannt; alternativ kann der Höchstbetrag auch mit 4 Promille der Summe der gesamten Umsätze und der im Kalenderjahr aufgewendeten Löhne und Gehälter berechnet werden (§ 10b Abs. 1 S. 1 EStG). Bei der Einkommensteuererklärung müssen die Zuwendungsbestätigungen (umgangssprachlich als Spendenquittung bezeichnet) vorgelegt werden.
Für Spenden an Parteien und Wählervereinigungen beträgt die Steuerermäßigung 50 % des Spendenbetrags, höchstens 1.650 €, bei zusammenveranlagten Ehegatten 3.300 €. Von der Steuerschuld werden also max. 825 €/1.650 € abgezogen. Den Höchstbetrag übersteigende Spenden können als Sonderausgaben bis 1.650 € geltend gemacht werden. Insgesamt kann also eine Person 2 × 1650 € (Ehegatten den doppelten Betrag) steuerbegünstigt spenden (siehe auch: Steuerliche Absetzbarkeit von Parteispenden).
Soweit Spenden die Höchstbeträge übersteigen, können sie in Folgejahre übertragen und innerhalb der Höchstbeträge geltend gemacht werden („Spendenvortrag“). Der Spendenvortrag ist aber nicht vererblich. Für Zuwendungen in den Vermögensstock von gemeinnützigen Stiftungen gilt ein zusätzlicher Höchstbetrag von insgesamt einer Million Euro innerhalb eines Zehnjahreszeitraums.

#### Arbeitslohnspende
Eine Arbeitslohnspende ist ein Verzicht eines Arbeitnehmers auf einen Teil seines Entgelts zugunsten eines bestimmten gemeinnützigen Zwecks. Dabei behält der Arbeitgeber diesen Teil des Bruttogehalts ein und überweist ihn an die gemeinnützige oder mildtätige Einrichtung. Der einbehaltene Entgeltanteil bleibt bei der Feststellung des steuerpflichtigen Arbeitslohns unberücksichtigt. Im Gegenzug wird keine Spendenbescheinigung ausgestellt. In Deutschland handelt es sich bei der Arbeitslohnspende um eine zeitlich befristete Ausnahmeregelung, die durch das Bundesfinanzministerium ausgesprochen werden kann. Derartige Ausnahmeregelungen wurden beispielsweise im Juni 2014 zur Unterstützung der Opfer des Hochwassers auf dem Balkan und im September 2015 für die Flüchtlingshilfe eingesetzt. In Großbritannien besteht die Arbeitslohnspende als zeitlich unbefristetes Modell („payroll giving“ oder „give as you earn“) seit 1987; in den USA ist das „payroll giving“ noch weiter verbreitet.

#### Aufwandsspende
Verzichtet ein Steuerpflichtiger auf die Auszahlung seiner Aufwandsentschädigung für nebenberufliche Tätigkeit und spendet sie stattdessen der gemeinnützigen Körperschaft oder Einrichtung, für die er tätig ist (sog. Aufwandsspende), kann er sie unter bestimmten Voraussetzungen als Sonderausgabe absetzen (§ 10b Abs. 1 Satz 2 Nr. 2, Abs. 3 Sätze 5 und 6 EStG). Der Anspruch auf die Aufwandserstattung darf jedoch nicht unter der Bedingung des Verzichts eingeräumt worden sein (§ 10b Abs. 3 Satz 6 EStG).

#### Abgrenzung zumSponsoring
Aufwendungen des Sponsors sind Betriebsausgaben, wenn der Sponsor wirtschaftliche Vorteile, die insbesondere in der Sicherung oder Erhöhung seines unternehmerischen Ansehens liegen können, für sein Unternehmen erstrebt oder für Produkte seines Unternehmens werben will. Das ist insbesondere der Fall, wenn der Empfänger der Leistungen auf Plakaten, Veranstaltungshinweisen, in Ausstellungskatalogen, auf den von ihm benutzten Fahrzeugen oder anderen Gegenständen auf das Unternehmen oder auf die Produkte des Sponsors werbewirksam hinweist. Die Berichterstattung in Zeitungen, Rundfunk oder Fernsehen kann einen wirtschaftlichen Vorteil, den der Sponsor für sich anstrebt, begründen, insbesondere wenn sie in seine Öffentlichkeitsarbeit eingebunden ist oder der Sponsor an Pressekonferenzen oder anderen öffentlichen Veranstaltungen des Empfängers mitwirken und eigene Erklärungen über sein Unternehmen oder seine Produkte abgeben kann. Wirtschaftliche Vorteile für das Unternehmen des Sponsors können auch dadurch erreicht werden, dass der Sponsor durch Verwendung des Namens, von Emblemen oder Logos des Empfängers oder in anderer Weise öffentlichkeitswirksam auf seine Leistungen aufmerksam macht.
Für die Berücksichtigung als Betriebsausgaben kommt es nicht darauf an, ob die Leistungen notwendig, üblich oder zweckmäßig sind; die Aufwendungen dürfen auch dann als Betriebsausgaben abgezogen werden, wenn die Geld- oder Sachleistungen und die erstrebten Werbeziele für das Unternehmen nicht gleichwertig sind. Bei einem krassen Missverhältnis zwischen den Leistungen und dem erstrebten wirtschaftlichen Vorteil ist der Betriebsausgabenabzug allerdings zu versagen (§ 4 Abs. 5 S. 1 Nr. 7 EStG).

#### Nicht abzugsfähige „Spenden“
In der Umgangssprache werden auch freiwillige Zahlungen z. B. für Freeware oder Donationware oder für kleinere Dienstleistungen als Spende bezeichnet. Hierbei handelt es sich aber um Zahlungen für Lieferungen oder Dienstleistungen (Download). Die Zahlungen sind deshalb keine Spende, die steuerlich abzugsfähig wäre. Für den Zahlungsempfänger sind sie Betriebseinnahmen. Wenn aus diesen Einnahmen nach Abzug der Kosten ein Gewinn entsteht, ist dieser zu versteuern. Je nach Art der Lieferung oder Leistungen ist ein Gewerbe oder eine freiberufliche Tätigkeit anzumelden. Für einen vorsteuerabzugsberechtigten Zahlungsempfänger ist die Zahlung ein Bruttobetrag, von dem die darin enthaltene Umsatzsteuer abgeführt werden muss.
Zusätzlich gibt es insbesondere im Internet inzwischen immer mehr Möglichkeiten, Geld an Hilfsorganisationen zu spenden, die nicht von deutschen Finanzämtern als gemeinnützig anerkannt sind, weil sie beispielsweise ihren Sitz außerhalb des Europäischen Wirtschaftsraums haben. In diesem Fall handelt es sich im steuerrechtlichen Sinne nicht um Spenden, sondern um „Schenkungen“.

### Sammlungsgesetze
Sammlungen von Geldspenden, Sachspenden oder geldwerten Leistungen in der Öffentlichkeit wurden früher in allen Bundesländern durch Sammlungsgesetze geregelt, die für bestimmte Formen des Spendensammelns eine Genehmigungspflicht festlegen. Dies betrifft Straßen- und Haustürsammlungen, bei denen der potentielle Spender unmittelbar angesprochen wird und sich sofort für oder gegen eine Spende entscheiden muss; Werbesendungen, allgemeine Spendenaufrufe und das Aufstellen von stationären Sammelbehältern ist dagegen ohne Erlaubnis möglich. Heute gibt es Sammlungsgesetze jedoch nur noch in Rheinland-Pfalz, Thüringen und im Saarland, in den übrigen Bundesländern wurden sie ersatzlos aufgehoben, und jedermann darf dort ohne behördliche Erlaubnis Spenden sammeln.

## Österreich
Nach Angaben des Fundraising Verbandes Austria, der jährlich einen „Spendenbericht“ erstellt, steigt das Spendenvolumen in Österreich kontinuierlich. 2010 wurden 460 Millionen Euro gespendet, 2011 waren es 490 Millionen Euro, für 2012 wird das Überschreiten der 500-Millionen-Euro-Marke erwartet. Auch die Anzahl der Österreicher, die Spenden leisten, ist in der Vergangenheit auf derzeit 80 % der Bevölkerung gestiegen. Als Grund wird unter anderem die schrittweise Ausdehnung der steuerlichen Absetzbarkeit von Spenden angegeben.
In Österreich waren lange Zeit nur Spenden für Zwecke der Wissenschaft und Forschung oder für den Denkmalschutz steuerlich absetzbar. Dies führte zu wiederholten Auseinandersetzungen zwischen der Regierung und Vertretern von Hilfsorganisationen und gemeinnützigen Vereinigungen, die sich im Vergleich zu anderen europäischen Ländern benachteiligt sahen. Vor der Nationalratswahl in Österreich 2006 wurde von Finanzminister Karl-Heinz Grasser ein Gesetzesentwurf ausgearbeitet, der nach der Wahl jedoch nicht umgesetzt wurde. Mit Beginn des Jahres 2009 wurde im Zuge einer Steuerreform das steuerbegünstigte Spenden auf mildtätige Organisationen ausgeweitet. Eine Verbindung mit dem in Österreich vergebenen Spendengütesiegel besteht nicht.
Zum 1. Januar 2012 wurde die Liste nochmals um weitere Organisationen ergänzt. So wurden auch die Freiwilligen Feuerwehren, Umweltschutzorganisationen und Tierheime in die Liste aufgenommen. Der Entscheidung waren Auseinandersetzungen mit Tierschutzorganisationen wie Vier Pfoten und dem Verein gegen Tierfabriken vorausgegangen. Diese beklagten, dass nur Spenden an Tierheime, nicht aber an sonstige Tierschutzorganisationen abgesetzt werden könnten, obwohl diese rund 10 % aller in Österreich geleisteten Spenden erhielten. Kritiker der Entscheidung vermuteten eine „Retourkutsche“ für politisch unbequeme Tierschutzarbeit. Hintergrund ist ein Konflikt zwischen politisch erfolgreichen Tierschutzvereinen und dem österreichischen Staat, dessen vorläufigen Höhepunkt der Wiener Neustädter Tierschützerprozess darstellt. Der Tierschutz ist damit der letzte große Bereich zivilgesellschaftlichen Engagements, der in Österreich von der Spendenabsetzbarkeit ausgenommen wird, was auch von anderen Verbänden kritisiert wird.
In Österreich werden Spenden bis maximal 10 % der Vorjahreseinkünfte (Privatpersonen) beziehungsweise des Vorjahresgewinnes (Betriebe) anerkannt.

## Schweiz
Die durch öffentliche Sammlung zusammengekommenen Werte bilden ein sogenanntes Sammelvermögen.

## USA
Die USA sind das Land mit der größten Spendenfreigiebigkeit. Hier wurden im Jahr 2017 410 Mrd. Dollar gespendet, was einer Steigerung um 5,2 % gegenüber dem Vorjahr entspricht. Das sind pro Einwohner umgerechnet über 1100 Euro. Dabei kommt der im internationalen Vergleich hohe Anteil von 70 % von Einzelpersonen (in Europa liegt dieser Wert lediglich bei 53 %), der Rest verteilt sich auf Stiftungen, Körperschaften und Hinterlassenschaften.
Steuerabzugsfähig sind Spenden nur bis zur Höchstgrenze von 50 % des bereinigten Bruttoeinkommens (adjusted gross income), wobei aber für bestimmte Spenden geringere Höchstgrenzen gelten. Spenden, die diese Höchstbeträge übersteigen, können in Folgejahre übertragen werden und für eine begrenzte Zahl von Jahren innerhalb der Höchstbeträge als Spendenvortrag geltend gemacht werden.
Zeitspenden sind in den USA nicht steuerabzugsfähig; lediglich bestimmte hierfür getätigte Ausgaben (Kosten wie zum Beispiel Essen, Übernachtung und Reisekosten, nicht aber ggf. erforderliche Kinderbetreuung) sind steuerabzugsfähig.

## Großbritannien
In Großbritannien wird im europäischen Vergleich pro Kopf am meisten gespendet. im Jahr 2017 wurden umgerechnet über 270 Euro pro Einwohner gespendet.
In Großbritannien besteht für die steuerliche Privilegierung von Spenden an wohltätige Organisationen (charities) keine Höchstgrenze. Spenden von Personen, die in Großbritannien Steuern zahlen, an gemeinnützige Organisationen in Großbritannien (und seit dem Finance Act 2010 auch an gemeinnützige Organisationen in der EU, Norwegen oder Island) werden durch Gift Aid gefördert.
Ein privater Spender muss hierfür dem gemeinnützigen Empfänger eine Gift Aid-Erklärung dahingehend ausstellen, dass er in Großbritannien steuerpflichtig ist und im betreffenden Steuerjahr (6. April bis 5. April) Einkommensteuer in Höhe des auf die Spende entfallenden Betrags entrichtet hat oder entrichten wird. Die Geldspende wird dann so behandelt, als wäre sie nach Steuern entrichtet, wobei der Basissteuertarif angesetzt wird: Liegt der Basissteuersatz bei 20 %, wird ein Spendenbetrag von 100 £ wie eine Spende von 125 £ vor Steuern behandelt und dem Spendenempfänger werden daher 25 £ (20 % von 125 £) ausbezahlt. Der Steuerzahler selbst erhält die Differenz zwischen seinem Steuersatz und dem Basissteuersatz erstattet: Hat er beispielsweise einen Steuersatz von 40 % bei einem Basissteuersatz von 20 %, erhält er für jede gespendete 100 £ die Differenz in Höhe von 25 £ (wiederum 20 % von 125 £) zurück.
Im Gegensatz hierzu werden Unternehmensspenden als Spenden vor Steuern behandelt; entsprechend kann das spendende Unternehmen den gesamten Spendenbetrag gewinnmindernd absetzen. Es ist in Großbritannien eine verbreitete Praxis, dass eine charity eine Tochtergesellschaft hat, die ihren gesamten Gewinn an die Mutterorganisation abführt. Diese Praxis wäre in Deutschland – Zweckbetriebe ausgenommen – wegen der Spendenhöchstgrenze und dem Erfordernis der Freiwilligkeit nicht möglich. In Großbritannien wird diese Methode beispielsweise dafür eingesetzt, um einerseits zahlenden Klienten eine Dienstleistung gegen Bezahlung anzubieten und andererseits Bedürftigen die gleiche Dienstleistung kostenlos zu geben. Anzumerken ist, dass die Tochtergesellschaft der Muttergesellschaft gegebenenfalls auch über ihren Gewinn hinaus gehende Beträge steuerbefreit zukommen lassen kann. Umgekehrt darf eine charity nur in begrenztem Umfang wirtschaftlich auf eine Weise tätig sein, die nicht mit einem der satzungsgemäßen primären Zwecke verbunden ist (non-primary purpose trading), da sie sonst ihr Steuerprivileg verlöre. Der Verkauf gespendeter Gegenstände gilt hingegen als eine steuerlich unschädliche Umwandlung einer Sach- in eine Geldspende. Eine charity darf außerdem dem öffentlichen Sektor bezahlte Dienstleistungen anbieten, sofern diese mit den in ihrer Satzung festgelegten Zielen vereinbar sind.
Sachspenden sowie Spenden in Form von Dienstleistungen sind in Großbritannien nicht steuerabzugsfähig.
Beim Sponsoring ist es weit verbreitet, dass der Sponsor mit der Aussage wirbt, dass er einen bestimmten Anteil seiner Erträge an eine charity abführt. (Zum Vergleich: In Deutschland stellte erst die neuere Gesetzgebung seit dem Regenwaldprojekt-Urteil von 2005 die wettbewerbsrechtliche Zulässigkeit derartiger Werbung fest.)
Manche Unternehmen bieten an, bis zu einer Höchstgrenze für jede Arbeitslohnspende („payroll giving“) ihrer Arbeitnehmer zusätzlich eine eigene Spende an die vom Arbeitnehmer gewählte gemeinnützige Empfängerorganisation zu leisten.

## Weitere Staaten
In Frankreich, Spanien und Ungarn mindert ein steuerpflichtiger Spender seine Steuerschuld um einen Anteil des Spendenbetrags, der unabhängig ist von seinem individuellen Grenzsteuersatz.

## Grenzübergreifende Spenden in der EU
Mit dem „Persche“-Urteil von 2009 entschied der Europäische Gerichtshof (EuGH), dass aufgrund der Kapitalverkehrsfreiheit in der EU (Art. 56 EG, nunmehr Art. 63 AEUV) der Spendensabzug für inländische Spenden auch auf grenzübergreifende Spenden innerhalb der EU anzuwenden ist. In einem solchen Fall ist aber dem EuGH-Urteil zufolge das Finanzamt nicht verpflichtet, die erforderlichen Informationen darüber, dass die ausländische Empfängerorganisation die Voraussetzungen für den Spendenabzug erfüllt, im Wege der Amtshilfe einzuholen.
Für Deutschland bestätigte der Bundesfinanzhof in einem Urteil von 2015, dass die Nachweispflicht dafür, dass die Voraussetzungen für einen Spendenabzug erfüllt sind, bei Zuwendungen an eine ausländische Körperschaft den inländischen Spender trifft und nicht – wie in Inlandsfällen – den Zuwendungsempfänger. Zudem muss die Zuwendungsbestätigung laut diesem Urteil bestimmten Anforderungen genügen: Zwar kann nicht verlangt werden, dass sie dem amtlich vorgeschriebenen Vordruck gem. § 50 EStDV entspricht, aber die ausländische Empfängerorganisation muss bescheinigen, dass sie die Spende erhalten hat, den satzungsgemäßen gemeinnützigen Zweck verfolgt und die Spende ausschließlich satzungsgemäß einsetzt.

## Sonstiges
- Kleinspenden können vergleichbar mit dem Dominoeffekt eine Spendenwelle auslösen, da die Hemmschwelle eine Spende zu tätigen aufgrund des geringen Geldbetrages deutlich geringer ist als bei herkömmlichen Spendenmethoden.
- Ein Mäzen ist eine Person, die eine Institution, kommunale Einrichtung oder Person mit Geld oder geldwerten Mitteln bei der Umsetzung eines Vorhabens unterstützt, ohne eine direkte Gegenleistung zu verlangen.